# Camponotus tonkinus
Camponotus tonkinus är en myrart som beskrevs av Santschi 1925. Camponotus tonkinus ingår i släktet hästmyror, och familjen myror. Inga underarter finns listade.